# Sacerdoti del Sacro Cuore di Gesù
(Heiner)

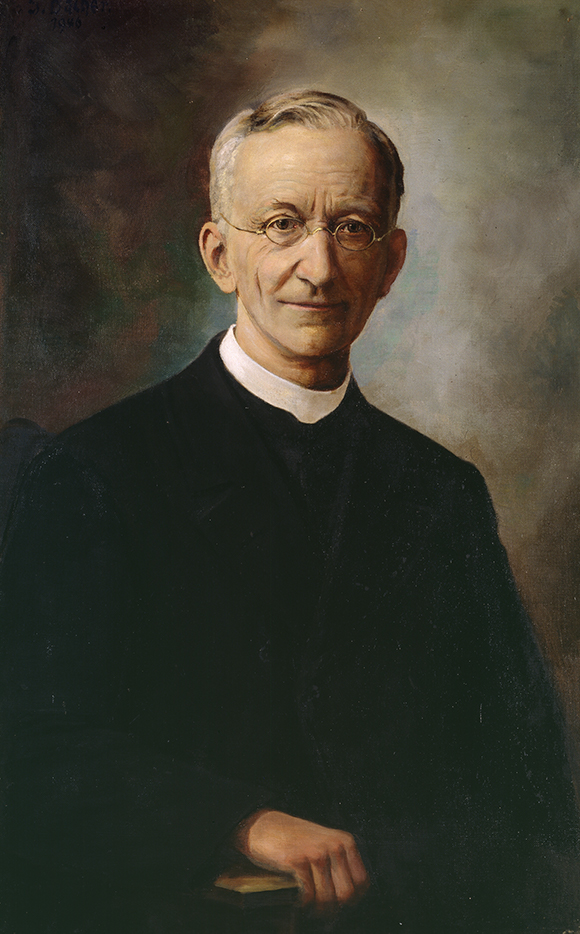
Léon Dehon, fondatore della congregazione

I Sacerdoti del Sacro Cuore di Gesù (in latino Congregatio Sacerdotum a Sacro Corde Iesu) sono un istituto religioso maschile di diritto pontificio, fondato nel 1877 dal sacerdote francese Léon Gustave Dehon: i membri di questa congregazione clericale, detti popolarmente dehoniani, pospongono al loro nome la sigla S.C.I.

## Storia
La congregazione venne fondata dal sacerdote francese Léon Gustave Dehon (1843-1925): formatosi in Italia, al ritorno in patria venne nominato cappellano della basilica di San Quintino, nell'Aisne, e iniziò a maturare l'idea di istituire una nuova famiglia religiosa, interamente dedita alla propagazione della devozione al Sacro Cuore di Gesù e della spiritualità riparatrice; Odon Thibaudier, vescovo di Soissons, diede il suo consenso l'8 giugno 1877 e il 13 luglio successivo Dehon diede formalmente inizio alla congregazione.
L'istituto ottenne il pontificio decreto di lode il 25 febbraio 1888 e venne approvato definitivamente dalla Santa Sede il 4 luglio 1906.

## Spiritualità, attività e diffusione

### La spiritualità e l'attività

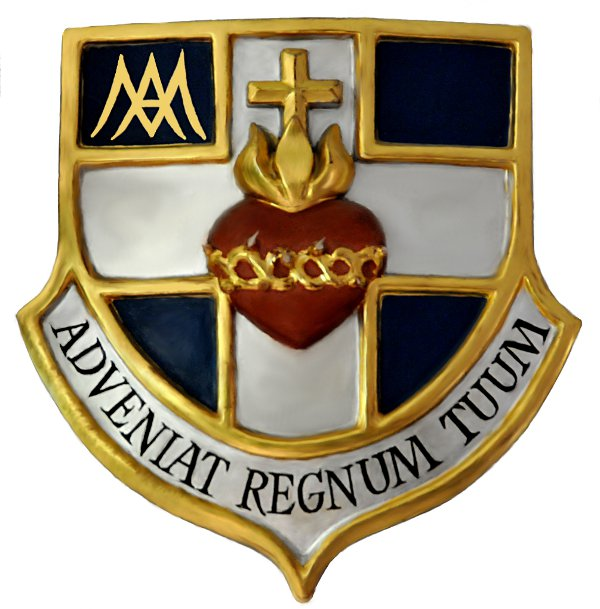
L'emblema dei Sacerdoti del Sacro Cuore di Gesù, il cuore ardente tra le fiamme incoronato, a simboleggiare la regalità di Cristo.

I Dehoniani si dedicano al ministero sacerdotale, alla formazione del clero e a diverse opere di apostolato missionario e sociale, sempre in spirito di riparazione delle offese dell'umanità al Cuore di Gesù. In sostanza, partendo dalla devozione al Cuore di Cristo, spiritualità che si era già diffusa nel corso dell'età moderna grazie a Margherita Maria Alacoque e del gesuita Jean Croiset, Dehon la porta da una dimensione interiore ed esclusivamente mistica ad una invece mistica e al contempo operante nel Mondo per la risoluzione delle ferite dell'umanità.
Come riporta padre Dorresteijn, la spiritualità dehoniana si fonda su quattro fondamentali momenti che devono essere vissuti in una dimensione sociale e comunitaria:
- L'Oblazione: ossia l'offerta al mondo, da parte del Padre, del Figlio affinché con il suo Amore e il suo Sacrificio il mondo intero venisse riscattato dal peccato originale[5].
- La Riparazione: attraverso questo sacrificio, il mondo viene riscattato e l'immagine somma che fa parte della spiritualità dehoniana è l'immagine del Cuore crocifisso, emblema dell'immenso amore di Cristo nella sua opera redentrice dell'umanità. La Riparazione , in sostanza, ha come compito la «rimo[zione] [del]l'ostacolo all'amore, il peccato, che rinnova la passione del Cristo, secondo S. Paolo»[6].
- L'Apostolato: l'oblazione e la riparazione avvengono attraverso un'opera di riscatto dell'umanità intera attraverso le opere, ossia l'educazione, l'aiuto nei confronti dei più deboli e degli emarginati, e l'attività missionaria.
- L'Immolazione: infine, l'oblazione, la riparazione e l'apostolato vengono coronati tramite l'immolazione completa a questa causa redentrice. Secondo quanto riporta Dorresteijn: «l'oblazione, la riparazione, l'apostolato devono essere realizzati da un Dehoniano con la massima generosità e disponibilità di servizio»[7], secondo il precetto di Gv 15, 13[8].

L'attenzione verso le fasce più deboli della popolazione, la critica serrata verso i malesseri sociali e l'attenzione verso l'educazione e la promozione culturale specialmente verso i giovani sono tutte attività caritative che partono dall'emblema del Cuore di Gesù Cristo, supremo esempio dell'amore che Dio ha voluto donare al mondo per la redenzione dei peccati. Un esempio di questa coniugazione tra aspetto "teologico-spirituale" e aspetto concreto lo si può riassumere dalle parole del Catéchisme social del 1898 redatto dal padre Dehon:
Cette doctrine, qui prépare la paix, n’est-elle pas en voie de se répandre par la dévotion au Sacré Cœur de Jésus, par cette dévotion chaque jour grandissante, qui nous montre le Cœur de Jésus débordant d’amour et nous invitant à une charité sans bornes pour nos frères et particulièrement pour ceux qui souffrent?»
(Catéchisme social, pp. 519-520)

### La diffusione nel mondo
I padri dehoniani, che hanno la propria sede generalizia a Roma, sono presenti in:
- Europa (Albania, Austria, Belgio, Bielorussia, Croazia, Finlandia, Francia, Germania, Irlanda, Italia, Lussemburgo, Moldavia, Paesi Bassi, Polonia, Portogallo, Regno Unito, Slovacchia, Spagna, Svizzera, Ucraina),
- America (Argentina, Brasile, Canada, Cile, Ecuador, Messico, Stati Uniti d'America, Uruguay, Venezuela)
- Africa (Camerun, Repubblica Democratica del Congo, Madagascar, Mozambico, Sudafrica)
- Asia (Filippine, India, Indonesia)[10].

Al 31 dicembre 2005, la congregazione contava 2.321 religiosi (dei quali 1.610 sacerdoti) in 411 case.